# Проект Генуя II
Проект Генуя II —   программный проект, созданный совместно с Управлением по информационной осведомленности и Управлением перспективных исследовательских проектов Министерства обороны США (DAPRA), стал приемником первой программы Генуя. Первоначально являлся частью более широкого проекта DARPA Полной информационной осведомленности, впоследствии был переименован в Topsail и передан в Отдел перспективных исследований и разработок для дальнейшего развития.

## Обзор программы
Проект Генуя II был запланирован на пять лет. Он стал продолжением исследований, начатых в первом проекте Генуя. В то время как первый Проект Генуя в основном сосредоточивался на анализе разведывательных данных, Проект Генуя II был нацелен на обеспечение средств, с помощью которых компьютеры, агенты программного обеспечения, политики и оперативные сотрудники могли бы взаимодействовать. Одиннадцать различных подрядчиков были вовлечены в его разработку.

### Цели программы
Официальные цели Проекта Генуя II заключались в разработке и развертывании следующего:
1. Когнитивные средства, которые позволяют людям и машинам «думать вместе» в реальном времени о сложных проблемах.
2. Средства преодоления предубеждений и ограничений когнитивной системы человека.
3. «Когнитивные усилители», которые помогают командам людей быстро и полностью понимать сложные и неопределенные ситуации.
4. Средства быстрого и беспрепятственного прохождения и дополнения существующих закостенелых иерархических организационных структур, путем создания динамических, адаптируемых одноранговых сетей сотрудничества.

## История
В 2002 году Джон Пойндекстер выбрал Тома Армора, ветерана первого проекта в Генуя, директором новой программы «Генуя II», которая является компонентом достижения целей программы Полной информационной осведомленности (ПИО). Проект был введен в эксплуатацию и обошелся в 54 миллиона долларов.
В конце 2003 года ПИО была официально закрыта Конгрессом из-за неблагоприятных взглядов общественности. Большая часть его исследований была спасена, а его компоненты были переданы другим государственным органам для развития. Проект Генуя II был переименован в Topsail и передан Отделу передовых исследований и разработок Агентства национальной безопасности для дальнейшей работы. В октябре 2005 года Международная корпорация Science Applications подписала контракт на 3,7 млн. Долл. по проведению работ над Topsail.
Инструменты проекта были задействованы во время войны в Афганистане и в других усилиях в рамках Войны с террором.
В начале 2006 года представитель Исследовательской лаборатории ВВС заявил, что Topsail «находится в процессе отмены из-за отсутствия средств». На вопрос о Topsail на заседании сенатского комитета по разведке в феврале того же года директор Национальной разведки Джон Негропонте и директор ФБР Роберт Мюллер ответили, что ничего не знают о статусе программы. Заместитель Негропонте, бывший директор АНБ Майкл В. Хейден, сказал: «Я бы хотел ответить на закрытом заседании».